# Henriette Nissen-Saloman
Henriette Nissen-Saloman, född Nissen 28 januari 1819 i Göteborg, död 27 augusti 1879 i Neustadt, var en svensk operasångare (mezzosopran) och sångpedagog, verksam i hela Europa, främst i Frankrike och Ryssland.

## Biografi och karriär
Nissen-Saloman föddes i Göteborg, där hon undervisades av organisten Georg Günther, och studerade sång i Paris under Manuel García d.y. 1839–1843 och piano under Frédéric Chopin 1838 innan hon debuterade där som Elvira i Don Juan på Théâtre Italien de Paris 1842.
Hon spelade därefter på Italienska operan i Paris som Adalgisa i Norma och turnerade därefter i Danmark, Tyskland, Italien, Ryssland och Storbritannien. Vintern 1849–1850 sjöng hon på Gewandhauskonserterna i Leipzig.
Andra roller som hon gjorde var Irene i Belisario, Jane Seymour i Anna Bolena, Amenaide i Tancredi, Rosina i Barberaren i Sevilla, huvudrollerna i Sömngångerskan, Puritanerna, Lucia di Lammermoor, Lucrezia Borgia och Robert le Diable. Hon hann även framföra sopranrollerna i tidiga Verdioperor som Attila, I due Foscari, Ernani och I lombardi alla prima crociata.
Hon framförde även romanser av Felix Mendelssohn, Franz Schubert och Robert Schumann. Clara Schumann ackompanjerade henne dessutom flera gånger.
Hon uppträdde även i Stockholm 1844–1855, innan hon firade triumfer på italienska operan i Sankt Petersburg i Ryssland, där hon 1860–1873 var lärare i sång vid konservatoriet och även turnerade i Finland.
Manuel García, som samtidigt hade Jenny Lind som sin elev, lär ha sagt Om Jenny Lind ägde Nissens röst, eller denna Jenny Linds intelligens, så skulle den ena av dem bli Europas största sångerska.
Hon invaldes som utländsk ledamot nr 161 i Musikaliska Akademien den 28 januari 1870 och tilldelades Litteris et Artibus 1871. Hon gifte sig 1850 med den danske tonsättaren Siegfried Saloman.
Hon komponerade ett verk för röst och piano som heter La partenza.